# They Might Be Giants
They Might Be Giants je americká alternativní rocková hudební skupina, kterou v roce 1982 založili John Flansburgh a John Linnell. Ti zpočátku vystupovali jako duo, často za doprovodu bicího automatu. První koncert odehráli pod názvem „El Grupo De Rock and Roll“, později si jej však změnili na They Might Be Giants. Od devadesátých let v kapele působí i další hudebníci. Svou první studiovou dlouhohrající desku duo vydalo v roce 1986. Následovala řada dalších (k roku 2018 vydali celkem dvacet studiových alb).

## Členové
Současní
- John Flansburgh – zpěv, kytara (1982–dosud)
- John Linnell – zpěv, akordeon, klávesy, saxofon (1982–dosud)
- Dan Miller – kytara, doprovodné vokály (1998–dosud)
- Danny Weinkauf – baskytara (1998–dosud)
- Marty Beller – bicí, perkuse (2004–dosud)

Dřívější
- Kurt Hoffman – klávesy, dřeva (1992–1994)
- Tony Maimone – baskytara (1992–1995)
- Jonathan Feinberg – bicí (1992)
- Brian Doherty – bicí (1993–1997)
- Graham Maby – baskytara (1996–1997)
- Eric Schermerhorn – kytara (1996–1998)
- Dan Hickey – bicí (1997–2004)
- Hal Cragin – baskytara (1997–1998)

## Diskografie
- They Might Be Giants (1986)
- Lincoln (1988)
- Flood (1990)
- Apollo 18 (1992)
- John Henry (1994)
- Factory Showroom (1996)
- Long Tall Weekend (1999)
- Mink Car (2001)
- No! (2002)
- The Spine (2004)
- Here Come the ABCs (2005)
- The Else (2007)
- Here Come the 123s (2008)
- Here Comes Science (2009)
- Join Us (2011)
- Nanobots (2013)
- Glean (2015)
- Why? (2015)
- Phone Power (2016)
- I Like Fun (2018)